# Šarkelj
Šárkelj ali šártelj je pecivo iz kvašenega testa z rozinami. Ima okroglo obliko, obod s poševnimi črtami in odprtino v sredini zaradi peke v posebnem pekaču. 
Lahko je tudi iz biskvitnega ali pa umešanega testa. Izvira iz nemških dežel. Z luknjo v sredini je vplival na razvoj potice, ki ima na obodu za razliko od šarklja navpične črte.

### Izvor imena in različna poimenovanja
Beseda je prišla iz avstrijsko nemškega Schärtel, ki je izpeljanka iz refleksa srednjevisokonemškega schart (pekač), ki se je ohranil v bavarsko nemškem Schart (pokrit pekač, ki ga zagrebejo v žerjavico).
V Prlekiji so mu rekli bider, na primorskem pa kugluf. Imenuje se tudi kuglof.

### Sestavine in priprava
- Kvašeni šarkelj je narejen iz moke (gladka bela ali polnozrnata), masla ali margarine, soli, sladkorja, jajc (najpogosteje samo rumenjaki) in kvasa.[1]
- Šarkelj iz umešanega testa je bolj rahel in penast. Je iz umešane maščobe (maslo ali margarina), jajc, sladkorja, moke, pecilnega praška in mleka.[1]
- Biskvitni šarkelj je naenostavnejši za pripravo, od vseh vrst najbolj penast in mehak, vendar tudi najmanj obstojen. So iz jajc, sladkorja, moke, olja in pecilnega praška.[1]

Dodatki so rozine (lahko napojene z rumom), orehi, kandirano sadje, limonina lupina, cimet, lešniki, mandlji, vanilija, vanilijev sladkor, rum, koščki čokolade, kakav, bučno olje, skuta, pomarančni sok, prosena kaša, jabolka, pehtran, med, krompir, slanina, mak.
Šarkelj se prelije s sladkim kakavovim prelivom ali čokolado.
Felicita Kalinšek je svetovala zvijanje testa, ker naj bi bil šarkelj tako kljub počasnejši pripravi boljšega okusa. Po receptu Ivana Ivačiča se del testa razvalja in premaže z mlekom ter nanj zvrne drugi del testa, pomešan z opranimi rozinami.

### Obredi in praznovanja
Na veliko noč je bil šarkelj ena od blagoslovljenih jedi. Za ta praznik so botri delili darila svojim varovancem, denar-kovanec je bil zataknjen v šarkelj. Jedli so ga tudi na sedmini in za martinovo. Na porokah ni bilo tort, ampak so prevladovali šarklji in potice. Praznični šarkelj v Kapelah je imel pušpanov šopek in papirne vrtnice v sredini.

#### Zgornja Savinjska dolina
V okolici Gornjega Grada so se godci pogajali s strešinama za ceno šarklja, nato pa so ga odnesli v hišo, kjer je ostal nerazrezan, denar zanj pa je pripadel godcem. S tem dejanjem so nakazali skorajšnji konec svatbe. Ob prihodu neveste v novi dom jo je pričakala tašča s šarkljem v eni roki. Šarkelj je bil dar botrov za porodnico. V nekaterih predelih Zgornje Savinjske doline je porodnica dobila v dar pogačo, botrom pa je čez nekaj dni podarila popopran šarkelj. V Lučah so za božič pekli opotičen šarkelj. Na velikonočno jutro je gospodar rezal šarkelj vsakemu posebej.

#### Šaleška dolina
Če so mlatiči od sosednjih pod slamo dobili metlo in storilcev niso prejeli na meji kmetije, je moral gospodar za odškodnino zapreči vola, na voz pa so naložili s papirnatimi trakovi okrašeno metlo, šarkelj, cigare in vino. Zvečer so imeli ples. Naslednji dan so morali to vrniti v dvojni meri. Na telovo so pogosto spekli šarkelj kot ob največjih praznikih. Takrat se je začelo pomanjkanje, ki je grozilo tudi živini.

#### Koroška
Med pripravami na »ovset« je bilo tudi mletje pšenice za šartlje. Nevestina mati je vsakemu svatu dala kos, zavit v papir. Botri so navadno na velikonočni ponedeljek svojim varovancem darovali šartelj. Na steljeraji je tisti, ki je osvojil najdaljši rajcl, od velike dekle dobil šartelj in liter črničevca. Po 1. svetovni vojni so na steljeraji zvečer za mlečni beli šartelj, v katerega je bila zataknjena smrečica (pušeljc) s cigaretami in svečkami, lovili namiljeni rajcl (mala olupljena zvita smreka), jabolko ali kolerabo, ki jo je gospodar vrgel na mizo. Žanjice so za malico dobile šartelj in kuhane posušene hruške.

#### Gorenjska
Ko še niso praznovali rojstnih dni, ampak god, so dan prej prišli godci pod okno slavljenca in povzročili hrup z veselimi vižami, pokanjem z možnarjem ali udarjanjem desk. V drugim primerih je prišel fantovski zbor. Temu se je reklo oferanje. Nato je slavljenec goste povabil na bobe, flancate in potico ali šarkelj, če se je seveda na ta dogodek pripravil.

### Zanimivosti iz slovenske zgodovine
9. februarja 1915 je ljubljanski župan Ivan Tavčar objavil razglas, v katerem je na podlagi državnega zakona s 30. januarja 1915 torek in nedeljo zapovedal kot edina dneva, ko so obrtniki lahko izdelovali kolače, šarklje, krofe, štruklje, masleno in drožno testo, prepečenec in pecivo. Med 1. svetovno vojno je bil šarkelj eno od živil, odsvetovanih za pošiljanje vojakom na fronto, saj so pošiljke potovale okrog tri tedne. Ranjeni vojaki so avgusta leta 1915 za cesarjev 85. rojstni dan od ljubljanskih dam prejeli 15 dkg šarklja poleg kave, vina, cigaret in cigar. Za isti jubilej so častne dame Rdečega križa pod vodstvom baronice Rechbachove na vrtu rezervne bolnišnice v Novem Mestu vojakom podarile potice, šartlje, čaj in cigarete, novomeška podružnica Rdečega križa pod vodstvom dr. Šegulove pa je ob izletu k sv. Roku lažje ranjenim vojakom podarila šartlje, vino in cigarete. Maja 1930 je nemško podjetje Junker & Ruh pod okriljem mestne plinarne v šentjakobski šoli imelo eno od prezentacij kuhanja s plinom. Ena od pripravljenih jedi je bila šarkelj.

## Sorodni sadni kruhi
- presnec ali goriška gubana (kruh v obliki venca, iz nekvašenega testa, obogatenega z rozinami, mandlji, orehi, pinjolami, krušnimi drobtinami in rumom).[51]
- paneton (panettone) - italijansko pecivo iz kvašenega testa s kandiranim sadjem.
- buccellato di Lucca - toskansko pecivo iz kvašenega testa z rozinami in janežem, v obliki venca ali kot štruca.[52]